# Toppserien 2007
La Toppserien 2007 è stata la 24ª edizione della massima serie del campionato norvegese femminile di calcio, la prima con il numero di partecipanti portata a 12 squadre. La competizione è iniziata il 21 aprile ed è terminata il 3 novembre 2007. Il campionato è stato vinto dal Røa per la seconda volta, a tre anni dal precedente titolo, mentre la classifica delle marcatrici vede primeggiare la norvegese Melissa Wiik, dell'Asker, con 22 reti.

## Stagione

### Novità
Dalla Toppserien 2006 è retrocesso il Liungen, mentre dalla 1. divisjon 2006 erano stati promossi l'Asker e il Kattem, rispettivamente primo e secondo in classifica, e il Grand Bodø, terzo classificato, vincitore dello spareggio promozione con il Liungen, spareggio che ha dovuto affrontare anche il Klepp, dopo essersi classificato al nono posto, ottenendo la salvezza vincendo la doppia sfida con il Manglerud Star, quarto classificato nella serie cadetta.

### Formula
Le 12 squadre partecipanti si affrontavano in un girone all'italiana con partite di andata e ritorno per un totale di 22 giornate. La squadra campione di Norvegia aveva il diritto di partecipare alla UEFA Women's Cup 2008-2009 partendo dai sedicesimi di finale mentre la seconda classificata vi accedeva dalla prima fase eliminatoria a gironi. Le ultime due classificate retrocedevano direttamente in 1. divisjon.

## Squadre partecipanti
| Club            | Città      | Stadio                 | Stagione 2006           |
| --------------- | ---------- | ---------------------- | ----------------------- |
| Amazon Grimstad | Grimstad   | Levermyr stadion       | 6º posto in Toppserien  |
| Arna-Bjørnar    | Arna       | Arna Idrettspark       | 5º posto in Toppserien  |
| Asker           | Asker      | Føyka Stadion          | 1º posto in 1. divisjon |
| Fløya           | Tromsø     | Fløyabanen             | 7º posto in Toppserien  |
| Grand Bodø      | Bodø       | Aspmyra Stadion        | 3º posto in 1. divisjon |
| Kattem          | Trondheim  | Åsheim kunstgress      | 2º posto in 1. divisjon |
| Klepp           | Klepp      | Klepp Stadion          | 9º posto in Toppserien  |
| Kolbotn         | Kolbotn    | Sofiemyr Stadion       | Campione di Norvegia    |
| Røa             | Oslo       | Røa Kunstgress         | 3º posto in Toppserien  |
| Sandviken       | Sandviken  | Stemmemyren Kunstgress | 8º posto in Toppserien  |
| Team Strømmen   | Lillestrøm | LSK-hallen             | 4º posto in Toppserien  |
| Trondheims-Ørn  | Trondheim  | Ranheim Arena          | 2º posto in Toppserien  |

## Classifica finale
|  | Pos. | Squadra         | Pt | G  | V  | N | P  | GF | GS | DR  |
|  | ---- | --------------- | -- | -- | -- | - | -- | -- | -- | --- |
|  | 1.   | Røa             | 53 | 22 | 17 | 2 | 3  | 63 | 24 | +39 |
|  | 2.   | Kolbotn         | 50 | 22 | 16 | 2 | 4  | 71 | 18 | +53 |
|  | 3.   | Asker           | 50 | 22 | 15 | 5 | 2  | 68 | 18 | +50 |
|  | 4.   | Arna-Bjørnar    | 40 | 22 | 12 | 4 | 6  | 47 | 34 | +13 |
|  | 5.   | Team Strømmen   | 36 | 22 | 10 | 6 | 6  | 37 | 29 | +8  |
|  | 6.   | Trondheims-Ørn  | 30 | 22 | 9  | 3 | 10 | 38 | 38 | 0   |
|  | 7.   | Klepp           | 28 | 22 | 8  | 4 | 10 | 35 | 30 | +5  |
|  | 8.   | Amazon Grimstad | 26 | 22 | 7  | 5 | 10 | 29 | 46 | −17 |
|  | 9.   | Fløya           | 25 | 22 | 7  | 4 | 11 | 36 | 52 | −16 |
|  | 10.  | Kattem          | 19 | 22 | 5  | 4 | 13 | 24 | 55 | −31 |
|  | 11.  | Sandviken       | 9  | 22 | 2  | 3 | 17 | 16 | 76 | −60 |
|  | 12.  | Grand Bodø      | 8  | 22 | 2  | 2 | 18 | 19 | 63 | −44 |

Legenda:
      Campione di Norvegia e ammessa alla UEFA Women's Cup 2008-2009
      Retrocessi in 1. divisjon 2008
Note:
Tre punti a vittoria, uno a pareggio, zero a sconfitta.
La classifica viene stilata secondo i seguenti criteri:
- Punti conquistati
- Differenza reti generale
- Reti totali realizzate
- Punti conquistati negli scontri diretti
- Differenza reti negli scontri diretti
- Reti realizzate in trasferta negli scontri diretti (solo tra due squadre)
- Reti realizzate negli scontri diretti
- play-off (solo per decidere la squadra campione, l'ammissione agli spareggi e le retrocessioni).

## Statistiche

### Classifica marcatrici
Statistiche da sito federazione
| Gol |  |  | Giocatore              | Squadra        |
| --- |  |  | ---------------------- | -------------- |
| 22  |  |  | Melissa Wiik           | Asker          |
| 14  |  |  | Ragnhild Gulbrandsen   | Asker          |
| 14  |  |  | Solveig Gulbrandsen    | Kolbotn        |
| 12  |  |  | Kristin Blystad Bjerke | Kolbotn        |
| 11  |  |  | Madeleine Giske        | Arna-Bjørnar   |
| 11  |  |  | Rebecca Angus          | Kolbotn        |
| 11  |  |  | Lene Mykjåland         | Røa            |
| 11  |  |  | Kristin Lie            | Trondheims-Ørn |
| 10  |  |  | Kristy Moore           | Fløya          |
| 9   |  |  | Guro Knutsen           | Røa            |
| 9   |  |  | Ida Elise Enget        | Team Strømmen  |
| 9   |  |  | Lene Storløkken        | Team Strømmen  |